# Levanzo
Levanzo (en sicilià, Lèvanzu) és una illa d'Itàlia pertanyent a l'arxipèlag de les illes Ègades, a la costa de Sicília. Es tracta de la més petita de les Ègades, amb una superfície de quasi 5 km². Es troba la localitat homònima, frazione de Favignana, comune de Trapani, Sicília.
A l'antiguitat rebé el nom de Forbància (grec antic: Φορβαντία, llatí: Phorbantia), probablement a causa de l'abundant quantitat d'herba (φορβή phorbê) a l'illa.

## Geografia
És constituïda de pedra calcària blanca i conté nombroses coves. El penyal més alt és el Pizzo Mònaco, a 270 metres. La vegetació és essencialment composta de Brassica macrocarpa, lleterassa, romaní i cinerària. La ciutat està formada per un petit grup de cases amb un petit port situat a uns 15 km de Trapani. No té carreteres, a part d’un petit tram de carretera asfaltada que condueix a la platja de Faraglione. Aquesta condició d’endarreriment tecnològic explica la integritat de la seva bellesa paisatgística.

## Lloc arqueològic
Algunes coves tenen vistes a la costa, la més coneguda és la Grotta del Genovese, un dels jaciments arqueològics sicilians més importants, amb els seus gravats rupestres i pintures que es remunten al Paleolític superior (9.680 aC).
A més, al tram d’aigua situat davant de Cala Minnola, a la banda oriental de l’illa de Levanzo, hi ha un jaciment arqueològic submergit on es troba el naufragi d’un vaixell romà amb les restes de la càrrega d’àmfores i fragments de ceràmica, a una profunditat d’uns 27 metres.